# Hotel Meina
Hotel Meina è un film del 2007 diretto da Carlo Lizzani.
Si tratta dell'ultimo lungometraggio di finzione di Lizzani, distribuito da Mikado Film nella stagione cinematografica italiana 2007-2008.

## Trama
Ispirato all'omonimo saggio storico di Marco Nozza, il film - ambientato dopo l'8 settembre 1943 - rievoca - secondo una visione in soggettiva ed in flashback della protagonista - una strage dimenticata della seconda guerra mondiale, narrando gli eventi collegati ad un rastrellamento nazista compiuto a Meina sul versante piemontese del lago Maggiore. In conseguenza di tale rastrellamento si ebbe il primo eccidio, dopo l'intervenuto armistizio, di 54 ebrei, di cui sedici facevano parte della colonia di ospiti - in prevalenza provenienti dalla Grecia - dell'albergo di Meina.
L'albergo nel quale è ambientata la vicenda è di proprietà di Giorgio Behar, anch'egli di origine ebraica ma con passaporto turco (considerato perciò cittadino di un paese neutrale). I concitati eventi susseguenti l'armistizio che pose fine all'impegno bellico dell'Italia fanno precipitare la situazione in particolare con l'arrivo sul lago di un reparto della 1. SS-Panzer-Division "Leibstandarte SS Adolf Hitler" guidato dal comandante Krassler (nella realtà il capitano Hans Roehwer). Costui, nelle operazioni di separazione degli ospiti ebrei da quelli non ebrei, appunta la sua attenzione in particolare su due giovani, Noa - figlia del proprietario dell'albergo - e Julien Fendez, che vedranno i loro destini dividersi improvvisamente e drammaticamente.

## Produzione
Questo film non era fra i progetti personali di Lizzani. Il film avrebbe dovuto essere diretto da Pasquale Squitieri, ma per una diversità di vedute con la produttrice Ida Di Benedetto è stato successivamente coinvolto Lizzani.
Alla sua produzione hanno concorso diverse case cinematografiche: oltre a Titania Produzioni, Plaza Production International e Film 87, con il supporto del Ministero per i Beni e le Attività Culturali e la Film Commission Torino Piemonte (il film è stato girato in una località del lago Maggiore, Baveno, in provincia del Verbano-Cusio-Ossola).
Il casting è stato curato da Flaminia Lizzani e Cornelia von Braun.

## Distribuzione
L'uscita del film è stata fatta coincidere con la Giornata della Memoria del 27 gennaio 2008.
Presentata fuori concorso nel settembre 2007 alla 64ª Mostra internazionale d'arte cinematografica di Venezia nella sezione "Venezia Giubileo (1932-2007): omaggio a Carlo Lizzani", la pellicola è stata accolta positivamente da critica e pubblico.
È stata poi invitata a febbraio 2008 a Hollywood alla terza edizione del Los Angeles Italia Film Fest.